# Austin Maxi
Austin Maxi är en personbil, tillverkad av den brittiska biltillverkaren British Leyland mellan 1969 och 1981.

## Bakgrund
Austin Maxi blev den fjärde och sista versionen av Alec Issigonis revolutionerande Hundkojekoncept och den sista bilen som konstruerades av BMC. BMC:s ledning såg en lucka mellan den lilla 1100- och den stora 1800-modellen, för en bil som även kunde ersätta den gamla A60:n. Från syskonmodellerna ärvde Maxin principen med tvärställd motor och framhjulsdrift, den hydrauliska Hydrolastic-fjädringen och dörrarna från 1800:n. I övrigt var bilen ny från grunden. BMC tog fram en ny motor med överliggande kamaxel, en ny femväxlad växellåda med vajer-styrning mellan växelspak och växellåda och för första gången satsade man på en halvkombi-kaross med stor baklucka.
När British Leyland Motor Corporation bildats 1968 tog den nya ledningen en titt på prototypen och blev förskräckta. Den nya motorn var för svag för den ganska stora bilen, vajer-överföringen till växellådan var undermålig och formgivningen kan väl närmast beskrivas som icke-existerande. Bilen var dock i det närmast klar för produktion och för att få in pengar till vidareutveckling beslutade man att lansera den till våren 1969.
BLMC:s ledning hade även beslutat att rensa bland BMC:s flora av varumärken. Flera gamla märken lämnades att dö, medan namnet Morris bara skulle användas på konventionella bilar. Austin-namnet reserverades för de modernare, framhjulsdrivna bilarna, såsom Maxin.

## Maxi
Trots Austin-namnet tillverkades bilen vid Morris-fabriken i Cowley. Liksom övriga Issigonis-modeller hade den fina vägegenskaper och den var imponerande rymlig för sin storlek. Halvkombiluckan gjorde den extra praktisk. Men både press och kunder klagade på den degiga växellådan och den sterila inredningen. 
Hösten 1970 presenterades de förbättringar som ledningen velat införa från början. En större motor gav acceptabla prestanda och vajer-överföringen till växellådan ersattes av stabila stag. Kompletterad med modifierad front och en ny instrumentbräda blev Maxin nu en betydligt bättre bil. 1973 tillkom en starkare tvåförgasarmotor i 1750HL och 1976 infördes den förbättrade Hydragas-fjädringen.
Bilen genomgick en ansiktslyftning 1980 och kallades Maxi II, men tillverkningen lades ned redan året därpå, efter 412 161 exemplar.

## Motor

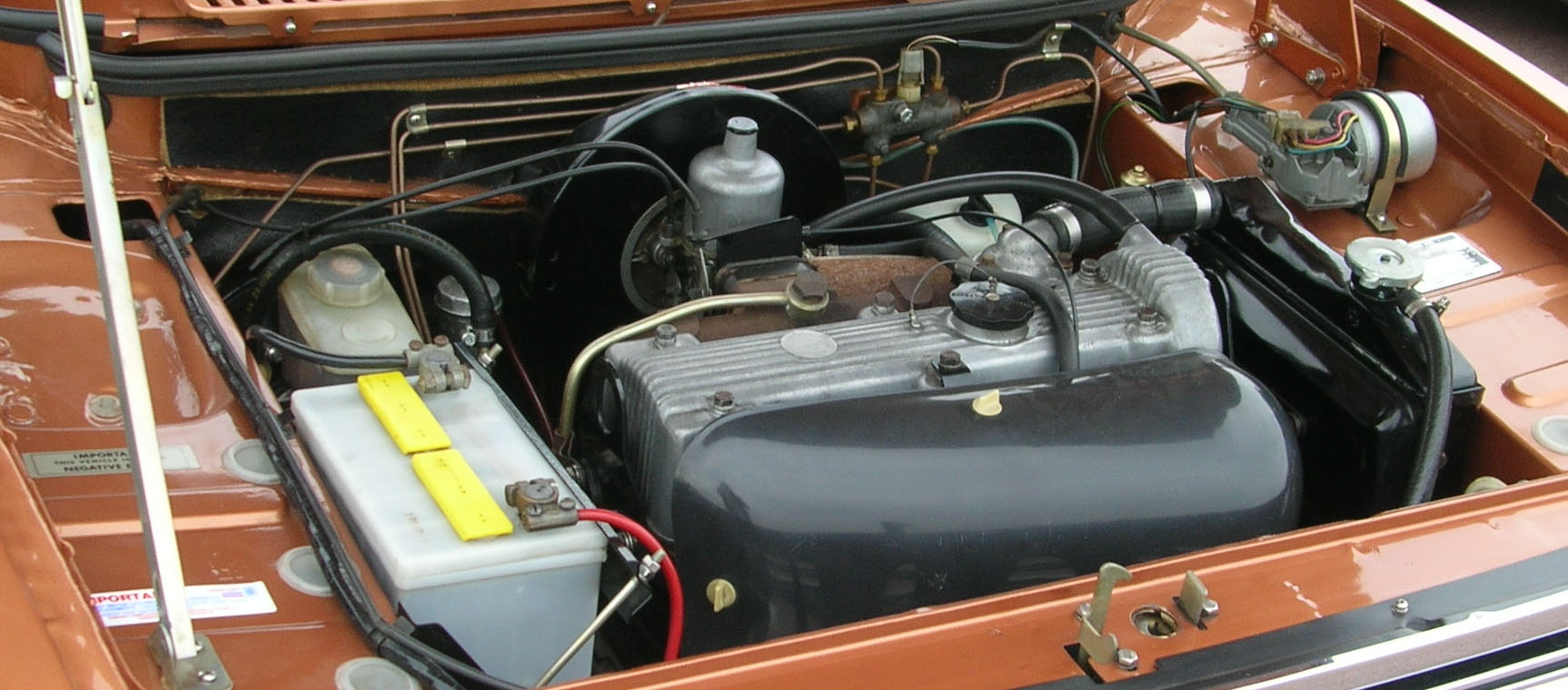
Den tvärställda E-motorn.

BMC tog fram en ny motor med överliggande kamaxel till Maxin, kallad E-motorn. Den konstruerades med avsikt att byggas även i en sexcylindrig version. För att få plats på tvären i motorrummet, gjordes motorblocket så kort som möjligt. Cylinderdiametern är ovanligt liten och motorn är långslagig, vilket var mycket ovanligt på sextiotalet. Cylindrarna är borrade parvis, med kylkanaler endast mellan andra och tredje cylindern. Detta gjorde att motorn lätt blev överhettad och dessutom kunde man bara öka cylindervolymen genom att ytterligare öka slaglängden.
Som på övriga Issigonis-konstruktioner sitter växellådan monterad under motorn.
| Modell | Motor               | Cylindervolym | Effekt | Bränslesystem    |
| ------ | ------------------- | ------------- | ------ | ---------------- |
| 1500   | 4-cyl radmotor SOHC | 1485 cm³      | 74 hk  | Enkel förgasare  |
| 1750   | 4-cyl radmotor SOHC | 1748 cm³      | 84 hk  | Enkel förgasare  |
| 1750HL | 4-cyl radmotor SOHC | 1748 cm³      | 95 hk  | Dubbla förgasare |